# Saison 2020-2021 du Valenciennes FC
Maillots
Chronologie
Saison précédente Saison suivante
Après une septième place obtenue l'année précédente, la saison 2020-2021 du Valenciennes FC est la septième consécutive en Ligue 2.

## Avant-saison

### Transferts

#### Mercato estival
Le mercato valenciennois débute avec l'arrivée de deux grenoblois en fin de contrat, il s'agit d'Arsène Elogo et d'Éric Vandenabeele. Ils rejoignent leur ancien entraîneur (Guégan) et deux anciens coéquipiers (Chergui et Spano-Rahou) arrivés l'année précédente. Le VAFC signe définitivement l'attaquant Baptiste Guillaume qui était prêté la saison dernière. Le club accueille également deux rennais : Mathis Picouleau qui signe son premier contrat professionnel et Metehan Güçlü qui est prêté.
Dans le sens des départs, Steve Ambri n'est pas prolongé et s'engage avec le FC Sochaux-Montbéliard alors que le jeune milieu Mahamé Siby rejoint le RC Strasbourg Alsace. Le gardien Damien Perquis quitte lui aussi le VAFC.

#### Mercato hivernal
Lors de ce mercato hivernal, le Valenciennes FC voit le départ de Teddy Chevalier, meilleur buteur de l'exercice précédent, qui rejoint le KV Courtrai pour la 3e fois de sa carrière. Pour le remplacer, le VAFC fait appel à Gaëtan Robail qui fait son retour au Stade du Hainaut. Il arrive en prêt, pour une durée de dix-huit mois et avec option d'achat.
Les Nordistes continuent de se renforcer avec l'arrivée du milieu international géorgien Jaba Kankava qui s'engage pour six mois. Le jeune attaquant Issouf Macalou, en provenance de National 2, rejoint également Valenciennes.
En avril 2021, Kévin Cabral quitte le VAFC en cours de saison pour rejoindre le Galaxy de Los Angeles pour un montant d'environ cinq millions d'euros .

## Compétitions

### Ligue 2

#### Classement
Extrait du classement de Ligue 2 2020-2021 :
| Rang | Équipe          | Pts | J  | G  | N  | P  | Bp | Bc | Diff |
| ---- | --------------- | --- | -- | -- | -- | -- | -- | -- | ---- |
| 9    | EA Guingamp     | 47  | 38 | 10 | 17 | 11 | 41 | 43 | −2   |
| 10   | Amiens SC R     | 47  | 38 | 11 | 14 | 13 | 34 | 40 | −6   |
| 11   | Valenciennes FC | 47  | 38 | 12 | 11 | 15 | 50 | 59 | −9   |
| 12   | Le Havre AC     | 47  | 38 | 11 | 14 | 13 | 38 | 48 | −10  |
| 13   | AC Ajaccio      | 46  | 38 | 11 | 13 | 14 | 34 | 43 | −9   |

#### Évolution du classement et des résultats
| Journée  | 1 | 2 | 3 | 4 | 5 | 6  | 7 | 8  | 9  | 10 | 11 | 12 | 13 | 14 | 15 | 16 | 17 | 18 | 19 | 21 | 20 | 22 | 23 | 24 | 25 | 26 | 27 | 28 | 29 | 30 | 31 | 32 | 33 | 34 | 35 | 36 | 37 | 38 | Journées en tête | Journées promouvables | Journées barragistes de promotion | Journées barragistes de relégation | Journées relégables |
| -------- | - | - | - | - | - | -- | - | -- | -- | -- | -- | -- | -- | -- | -- | -- | -- | -- | -- | -- | -- | -- | -- | -- | -- | -- | -- | -- | -- | -- | -- | -- | -- | -- | -- | -- | -- | -- | ---------------- | --------------------- | --------------------------------- | ---------------------------------- | ------------------- |
| Rang     | 2 | 7 | 6 | 8 | 6 | 10 | 8 | 11 | 15 | 11 | 11 | 11 | 10 | 8  | 9  | 11 | 11 | 12 | 11 | 11 | 8  | 7  | 7  | 8  | 11 | 10 | 12 | 8  | 11 | 9  | 9  | 8  | 8  | 10 | 10 | 8  | 8  | 11 | —                | 1                     | —                                 | —                                  | —                   |
| Résultat | G | D | G | D | G | D  | N | N  | D  | G  | N  | N  | N  | G  | N  | D  | G  | D  | G  | N  | G  | G  | N  | D  | D  | N  | D  | G  | D  | N  | D  | G  | D  | D  | N  | G  | D  | D  | —                | —                     | —                                 | —                                  | —                   |

## Joueurs et encadrement technique

### Encadrement technique
Olivier Guégan est l'entraîneur du VAFC pour cette saison. Le 21 mai 2020, il prolonge son contrat de deux saisons, le liant au club jusqu'en 2023. 
Le 3 août 2020, Ahmed Kantari, entraîneur adjoint, quitte le VAFC pour rejoindre Nottingham Forest où il sera l'adjoint de Sabri Lamouchi. Pour le remplacer, le club fait appel à Nicolas Sahnoun, ancien entraîneur des moins de 19 ans du Toulouse FC.

### Statistiques individuelles

#### Classement des buteurs
Ce tableau regroupe l'ensemble des buteurs du VAFC en Ligue 2.
| Pl. | Buteurs            | Buts |
| --- | ------------------ | ---- |
| 1   | Baptiste Guillaume | 11   |
| 2   | Joffrey Cuffaut    | 10   |
| 3   | Kévin Cabral       | 7    |
| 4   | Aymen Boutoutaou   | 3    |
| 4   | Teddy Chevalier    | 3    |
| 4   | Emmanuel Ntim      | 3    |
| 7   | Éric Vandenabeele  | 2    |
| 8   | Malek Chergui      | 1    |
| 8   | Laurent Dos Santos | 1    |
| 8   | Arsène Elogo       | 1    |
| 8   | Moussa Guel        | 1    |
| 8   | Yassine Haouari    | 1    |
| 8   | Allan Linguet      | 1    |
| 8   | Issouf Macalou     | 1    |
| 8   | Mathis Picouleau   | 1    |

#### Classement des passeurs décisifs
Ce tableau regroupe l'ensemble des passeurs du VAFC en Ligue 2.
| Pl. | Passeurs           | Passes |
| --- | ------------------ | ------ |
| 1   | Malek Chergui      | 5      |
| 1   | Gaëtan Robail      | 5      |
| 3   | Kévin Cabral       | 4      |
| 3   | Noah Diliberto     | 4      |
| 5   | Teddy Chevalier    | 3      |
| 5   | Laurent Dos Santos | 3      |
| 7   | Arsène Elogo       | 2      |
| 7   | Moussa Guel        | 2      |
| 9   | Aly Abeid          | 1      |
| 9   | Joffrey Cuffaut    | 1      |
| 9   | Baptiste Guillaume | 1      |
| 9   | Metehan Güçlü      | 1      |
| 9   | Allan Linguet      | 1      |
| 9   | Issouf Macalou     | 1      |
| 9   | Emmanuel Ntim      | 1      |

### Récompenses et distinctions
Le club fait voter ses supporters pour désigner un joueur du mois parmi l'effectif du VAFC. En fin de saison, Joffrey Cuffaut est désigné joueur de l'année.
| Mois      | Vainqueurs         | Mois    | Vainqueurs       |
| --------- | ------------------ | ------- | ---------------- |
| Septembre | Joffrey Cuffaut    | Février | Jaba Kankava     |
| Octobre   | Noah Diliberto     | Mars    | Jaba Kankava     |
| Novembre  | Joffrey Cuffaut    | Avril   | Allan Linguet    |
| Décembre  | Baptiste Guillaume | Mai     | Aymen Boutoutaou |
| Janvier   | Kévin Cabral       |         |                  |